# 琳赛·克拉克
琳赛·克拉克（英語：Lynsey Clarke，1983年12月6日—），澳大利亚女子草地滚球运动员。她曾代表澳大利亚参加2006年、2010年、2014年和2022年英联邦运动会草地滚球比赛，获得一枚金牌和一枚银牌。